# 胡宗南
胡宗南（1896年5月16日—1962年2月14日），原名琴齋，字壽山，中華民國陸軍一級上將，曾任浙江省政府主席、澎湖防衛司令部司令官及總統府戰略顧問等職位，蔣中正的心腹之一，民國初期被時人稱為蔣中正的“十三太保”。
胡宗南是唯一一位全程参与国民革命军东征、国民革命军北伐、第一次国共内战、中国抗日战争、第二次国共内战以及海峡两岸对峙的黄埔军校学生。抗戰期間，胡宗南曾經主持陸軍官校第七分校，地點在王曲。校中有兩幅重要對聯，一為「升官發財請走別路，貪生怕死莫入此門」；另一為「鐵肩擔主義，血手著文章」。前者原出現於廣州黃埔，後者出自胡宗南的壯懷，皆為黃埔精神精義所在。
由於胡宗南驍勇善戰，深謀遠慮，善於統御軍心，加之又深得蔣中正的寵愛，便得以在短短的十年軍事生涯中，在西北迅速站穩了腳跟，成長為威震大西北的一代悍將。
連戰指出，他的父親連震東與胡宗南曾在西安相處多年。在戰時幹部訓練團擔任教官的連震東，與胡宗南更在1959年成立的國防研究院中同為第一期研究員，兩家人過去交往甚密。

中國當代名人傳的胡宗南肖像

## 經歷

### 早年
祖籍浙江宁波镇海，3岁时随家迁孝丰（今属湖州安吉县）。青年时代曾追随斧頭幫王亚樵。1920年入讀南京高等師範學校（後改為國立東南大學、中央大學、南京大學）暑期學校，結識張其昀、繆鳳林。1924年6月進黃埔軍官學校第一期，曾因身高未達1.6米未被錄取，经军校党代表廖仲恺特许被录取，1925年畢業，被分配在军校教导第1团第3营第8连任少尉见习；其後胡曾參加北伐，任國民革命軍第一軍第一師第二團團長。
余憶自黃埔創校，宗南弟由上海來就學，立志獻身革命。第一次東征，棉湖之役，余率教導第一團與敵苦戰，宗南弟以機槍連排長，掩護本團作戰成功，自是即嶄露頭角，深為領袖所器重。北伐軍興，余率東路軍平定閩浙兩省，宗南弟奉命由贛入浙，側攻滬杭之敵，所至迭建戰功。中原事起，宗南弟率第一師轉戰津浦，隴海兩線，菜油場一役，尤著聲威。其後，共軍竄擾西北，宗南弟率部進駐陝甘……
 — 何應欽， 〈胡宗南上將年譜序〉

### 中年
1932年，胡宗南參與組織力行社和復興社，居“十三太保”之首，以黄埔系“太子”自诩。1935年7月，胡宗南率军坚守松潘县城，红军久攻不下，被迫绕道过草地，在草地因恶劣行军条件损失惨重。1937年4月12日，第一軍胡宗南部由陝西調往徐州，負責徐州、蚌埠一帶治安:5402。中國抗日戰爭期間的1937年冬，胡宗南任国民革命軍第十七軍軍團長；其後擔任国军第三十四集团軍總司令、第八戰區副司令長官，第一戰區司令長官等職，号称“西北王”。胡宗南以四十萬軍隊駐陝西西安，胡宗南在西安有三個住處，興隆嶺、小雁塔的戰區長官部、以及幽會紅粉知己的東倉門公館，號稱<狡兔三窟>。
| 整编前                       | 整编后                         | 备注 |
| ---------------------------- | ------------------------------ | --- |
| 第一军(第1，第78，第167)     | 第一军(第1，第78，第167)       | |
| 第三军(第7，第12，新3)       | 第三军(第7，第32)              | 新3师撤编，第12师调归第十七军，新七军暂25师改称第32师调入                                                                    |
| 第十六军(第109，预1，预3)    | 第十六军(第109，第22，第94)    | 预1师、预3师分别改称第22师，第94师。                                                                                         |
| 第二十七军(第45，第46，预8)  | 第47、暂4                      | 1944年底原辖第45师、第46师调归第五十七军；原辖预备第8师改隶暂编第五军。裁撤的暂编第四军所属第47师、暂编第4师改隶第二十七军。 |
| 第三十六军(暂15，暂52，暂59) | 第三十六军(第28，第123，第165) | 暂15师改称第31师拨归第二十七军；暂52师改称第48师拨归第十七军；暂59师改称第123师；第九十军第28师、第八十军第165师拨入。       |
| 第四十二军(第191，预7)       | 第四十二军(暂58，预7)          | 第191师与第九十一军暂58师对调。                                                                                              |
| 第五十七军(第8，第45，第46)  |                                | 1945年4月第五十七军撤销。第8师由临潼空运云南沾益，拨归第五十四军。第45师拨归第五军。第46师撤编，改为新兵教导师。             |
| 第六十七军(新26，骑7)        | 第六十七军(新2旅，骑7)         | 新26师裁减 |
| 第七十六军(第24，暂57)       | 第七十六军(第24，第135)        | 暂57师改称第135师 |
| 第八十军(第165，新27，新37)  |                                | 该军及新27师、新37师裁撤，第165师拨归第三十六军                                                                              |
| 第九十军(第28，第53，第61)   | 第九十军(第53，第61)           | 第28师拨归第三十六军 |
| 第九十一军(暂58，骑10，新4)  | 第九十一军(第191，新4)         | 骑10师撤销。暂58师与第四十二军第191师对调。                                                                                  |
| 新二军(新45，新46)           | 新二军(新45，新46)             | |
| 新七军(暂24，暂25，暂26)     |                                | 新七军及暂24师、暂26师撤销；暂25师改称新32师拨归第三军                                                                       |
| 暂四军(第47，暂4)            |                                | 该军与暂4师裁减，第47师改隶第二十七军。                                                                                      |
| 暂五军(预8，新41)            |                                | 全部撤编 |
| 骑三军(骑9，新骑7)           | 骑9                            | 骑三军及新骑7师撤销 |

1947年1月15日，第一戰區司令長官胡宗南赴鄭州晤參謀總長陳誠、鄭州綏靖公署主任顧祝同檢討戰局，研究作戰方案:8266。
蔣中正在南京召見胡宗南，預謀奇襲延安，因胡宗南侍从副官、机要秘书熊向晖是中國共產黨間諜（與胡宗南部屬申健及陳忠經被周恩來共稱中共情報「後三傑」），胡宗南的軍事行動遂被中共掌握。胡宗南從來沒有懷疑過在自己身邊的熊向暉是匪諜。
1947年2月9日，西安綏靖公署主任胡宗南在三原召開作戰會議，布置進攻關中地區:8283。2月28日，蔣飛抵西安，部署對延安軍事進攻:8297。中共得到秘密情報，部署延安緊急疏散:8297。3月1日，蔣召見胡宗南，研討進攻延安計劃:8299。3月12日，西安綏靖公署主任胡宗南到宜川、洛川召開軍事會議，部署三路進攻延安:8310。蔣命胡宗南以25萬兵力進攻延安。3月19日，西北野戰軍放棄延安:8316。胡宗南的第一軍收復延安，因戰功升為陸軍上將并授予二等宝鼎勋章。胡宗南佔領延安一年中，始終找不到共軍主力，由於机要秘书熊向晖共諜暗中通報，國軍於青化砭、羊馬河及蟠龍鎮三次戰役 - 蟠龍鎮軍部糧彈後勤被共軍擊敗，旅长李纪云、麥宗禹、李昆岗被俘，再敗於沙家店戰役。宜川戰役中，刘戡和严明皆陣亡，4月21日整编第十七师撤出延安。1948年6月，蔣中正視察鄭州、西安，並在西安召集軍事會議，面授胡宗南主任應變機宜，留三日返回南京:55。10月10日，胡宗南為挽救荔北敗局，從耀縣、興平、潼關等地急調整編第一師、第六十五師、第九十師、第七十六師等部，共3個旅90,000餘人，進行反擊:8694。是日，先頭部隊進至大荔北柳池營、中山地區，被解放軍擊退:8694。
1949年4月10日，胡宗南到溪口:181。5月，胡宗南部隊於扶郿战役中遭受沉重打击后，損兵折將超過10萬餘人。5月20日，西安撤守:206。部隊陆续撤退至秦岭及巴山地区。12月7日，派胡宗南為西南軍政長官公署副長官兼參謀長。胡手下剩三個兵團，不久第七兵團裴昌會在德陽降共；第十八兵團李振在成都降共；第五兵團李文在雅安遭圍攻，只有少數人突圍到西昌。12月16日，胡宗南由成都飛到海南島榆林港:283。12月20日，胡宗南部隊決定放棄成都:284。12月22日，蔣中正清晨4時即起床，親函胡宗南指示方針，及今後空軍與其進行途中詳盡聯絡方法:285。因其丧师失地以致全军覆没，下令他與西昌共存亡。12月30日，胡宗南由海南島飛往西昌，準備收拾殘局:287。

### 晚年
國防部副參謀總長郭寄嶠向蔣中正表示：“送一名大將給敵人做俘虜，既違背了戰爭利益，也違反了指揮道德。”蔣中正派機接胡回臺北。1950年3月26日，胡宗南於西昌機場搭專機飛往臺北，並調任中華民國總統府戰略顧問。同年5月11日，監察院山陕甘监察使主任李夢彪等46名監察委員聯名對胡宗南提出彈劾，以其“受任最重、統軍最多、蒞事最久、措置乖方、貽誤軍機最巨之胡宗南，一無處分，殊深詫異。”六個月後，國防部軍法處宣布“監察委員李夢彪等彈胡宗南各項，均與事實相反，俱不能成立”，“自無若何刑責，足資論究。……應予不付軍法會審。”終因蔣中正庇護而失敗。
1951年5月30日，胡宗南給行政院院長陳誠上書：「請以現在臺灣、香港之江蘇、浙江、安徽、山東等省的義民三萬人為基礎，成立三個野戰挺進縱隊，施以必要之軍事戰鬥技術，及實施游擊所需之技能……深入浙、閩、贛、蘇各省邊境，建立基地。」:1958月，身在臺北的胡宗南，化名秦东昌出任江蘇浙江反共救國軍總指揮兼浙江省政府主席，乘船前往大陳島赴任。仍復職指揮沿海遊擊隊與解放军作戰。1952年，任浙江省政府主席，不過轄區只有浙江沿海少數離島（主要為大陳列島、一江山、披山、頭門山、漁山、南麂）。
1955年，胡宗南再赴澎湖任澎湖防衛司令官。1959年，胡宗南退役，復任總統府戰略顧問。1962年2月7日入住臺灣榮民總醫院，14日3時50分病逝，年65歲，6月9日葬於陽明山陽明書屋境內中興路旁，17日蔣中正夫婦親臨胡宗南將軍靈堂致祭。
郝柏村提到：「抗戰期間，胡將軍駐節西北重鎮西安，彭孟緝將軍時任西安砲兵旅長，要見他得依例先登記候約。但到臺灣後，彭將軍任參謀總長，胡將軍任陸軍澎湖防衛司令部司令官，彭總長到澎湖視察時，胡將軍都親迎機場，對這位老部下兼新長官，執行部下之禮甚恭，彭總長連聲說不敢當。兩位對軍中倫理和階級服從，都立下完美的榜樣。」
曾在大陳島擔任胡宗南機要祕書的陳和貴，憶及當年總是不解胡宗南為何不搭吉普車而寧願步行爬過山頭洽公，事後胡宗南表示：「這裡的汽油比臺北貴了1倍。」王曲第7分校19期學員孟興華表示：「校長（胡宗南）自請赴大陳島打游擊戰，又自行請命駐守澎湖，完全實踐了黃埔人忍辱負重的精神。」
胡宗南晚年曾感慨地說：“我有兩個剋星，如果周恩來是我的政治剋星，那麼彭德懷則可以說是我胡宗南的軍事剋星。”

### 旌忠狀
旌忠状

茲有 陸軍一级上將胡宗南 於民國 五十一 年 二 月 十四 日 在 台湾臺北積勞病故
忠貞為國 殊堪旌揚 特頒此狀 永垂示範
此狀

總統　蔣中正
行政院长 陈诚
中华民國 五十一 年 二 月 十五 日
典玺官 唐振楚

## 評價
郝柏村在《胡宗南上將年譜》序〈黃埔精神的典範--胡宗南上將〉，寫到：「胡宗南是黃埔一期最年長的學生，入學時已28歲（當時學生平均年齡應為20歲），曾有社會經驗，毅然攜筆從戎，故在先天上，他是黃埔一期最成熟的學生。歷經四大戰役，他的升遷在黃埔子弟中首屈一指，畢業後兩年（民國16年），就當了師長，從帶40人的排長，升到帶一萬人的師長。爾後從第一師、第一軍到第一戰區司令長官，先後統兵達百萬，而在蔣公心目中，直以接班人之勢期許之，乃因他是黃埔精神的標竿。」
胡宗南於中華民國陸軍史上，創下黃埔軍校畢業生的五個第一：擔任軍長、兵團總指揮、集團軍總司令、戰區司令長官，乃至升任將軍均拔得頭籌，他也是唯一一位遷台前即獲第三顆將星的黃埔生。與戴笠不僅同被外界名列蔣中正的「十三太保」，且傳為1932年3月成立於南京的「藍衣社」骨幹。
中國共產黨《福建黨史月刊》寫到: 「胡宗南是蔣介石手下最著名的上將軍之一，黃埔一期畢業生。周恩來曾評價說：
「胡宗南是蔣介石手下最有才干的指揮官。」
胡宗南曾經無數次地思考過：為什麼自己在佔盡天時地利的條件下，還是輸給了農民出身的彭德懷。他至死也沒弄明白。對此，彭德懷一句話點破了天機：人和。歷史就是如此，「得民心者得天下」。國民黨失去了民心，無論你曾經多麼強大，多麼顯赫，都會被歷史無情地拋棄。」
《文史天地》2012年第5期載：「胡宗南是蒋介石的嫡系心腹和最重要的军事将领，在黄埔系军事集团中，凭着蒋介石对他的赏识，第一个晋升为军长、集团军总司令、战区司令长官，成为手握几十万重兵、名震一时的『西北王』，在国民党统治集团中起着举足轻重的作用。作为最了解胡宗南的中共领导人之一的周恩来，认为争取了胡宗南，就可影响一大批国民党将领，可以影响蒋介石与南京国民政府。因此，在大革命、土地革命和抗日战争、解放战争时期，曾三次开展对胡宗南的统战工作。」

## 傳聞

### 抗日戰爭
胡宗南次子胡為善解釋：「因为父亲和中共交手的时间比较长，所以他在内战时期的经历被传播得比较多，相反，他在抗日战争时期参加的战役却很少被提及，很多人都以为他对抗日根本没做什么事情，这完全是一个误解。……在敌我实力悬殊的情况下，父亲带领部队在淞沪战场坚守了6周，而他们的牺牲也极为惨烈：4万人的部队最后只剩下1,200人。当时著名报人张季鸾说：『第1军为国之精锐，如此牺牲，闻之泫然。』」
胡為善強調：「西峡口战役（豫西鄂北會戰）」是八年抗战的最后一役，从1945年3月29日一直打到8月4日，日本天皇宣布投降。在1945年9月22日上午9点，父亲以『第一战区司令长官』的身份赴郑州，接受日军第12军团司令官鹰森孝的投降。投降仪式结束后，鹰森孝问我父亲，近期河南西峡口战役，贵方一位孔副营长，利用反斜面作战，歼灭了我们很多部队，我很想跟这位营长见面。父亲经查证，知道这名副营长的名字叫孔令晟。这时孔令晟刚好在外地受训，父亲因而对孔令晟印象深刻。他曾有意调孔令晟到长官部，希望孔令晟能接替熊汇荃（即熊向晖）的职位，但孔令晟表示，不愿意做参谋，只愿意带兵打仗，父亲只好打消此意。孔令晟后来曾出任蒋介石之侍卫长、海军陆战队司令等职。他现在仍在世，已有90多岁。」

### 第二次國共內戰
從抗日戰爭到國共內戰，中共在國民黨軍政要員邊安插不少間諜，熊向暉、陳忠經、申健等……3人是胡宗南為國府培養的人才，而後被吸收、成為中共情報後三傑。其中熊、申兩人早已過世，近來才有陳忠經消息傳出，他早以99歲高齡（2014年7月13日）病逝，陳忠經兄弟─陳琳29日於《光明日報》憶述，其兄長身為紅色情報人員的生平，披露若干未曝光內幕，也為國民黨潰敗下了歷史註腳。文革期間，陳忠經的身分讓他飽受打擊，他被視為「敵特」，被打得遍體鱗傷，若非周恩來的保護，他早以「潛伏胡特」之名被殺。文革結束，胡耀邦為他平反，請他出任中共中央調查部顧問、副部長，同時他還一直擔任北京大學國際政治系的客座教授，2009年起因病長期住院直到過世。
陳琳說，1938年至1940年，熊、陳、申等3人逐步深入胡宗南身邊，秘密受命八路軍駐渝辦事處負責人董必武。陳忠經有一特殊背景，非熊、申二人所擁有。1949年之前，陳父陳延暉長期擔任國軍高級將領徐永昌幕僚。陳忠經就充分利用這層人脈，抬高身價、鞏固在胡宗南身邊的地位，同時探聽國民黨高層的最新動態。某次，陳忠經被戴笠的手下攔住，他靈機一動，上前狠狠打了攔路軍官耳光，大罵「你想造反嗎？」並順手掏出一張公文表示，「我是省黨部執行委員，奉胡長官命令到各地視察黨務。你要造胡長官的反嗎？你是不是共產黨？」對方看情況不對，連忙讓路。
期間，陳忠經曾擔任三民主義青年團陝西省支團書記、申健出任三民主義青年團西京分團書記、熊向暉則成為胡宗南的機要秘書和侍從副官。抗戰勝利後，胡宗南為培養接班人選，派三人赴美深造；周恩來接獲彙報時提到：『胡宗南保薦他們去美國留學，中央同意，我們對美國瞭解不多，同美國打交道缺少經驗。現在我們沒有條件派自己的同志去美國留學，胡宗南代我們培養，得益的是我們。』三人赴美後，國府1947年9月在北京破獲中共地下組織與電台，逮捕不少中共黨員，還包括在西安與熊、陳、申3人秘密接洽的聯絡人。

### 與中國共產黨
張戎在《毛泽东：鮮为人知的故事》暗指胡宗南「可能」是「紅色代理人」，“蔣介石逃往臺灣時，派飛機來接胡宗南。胡想留在大陸，卻被部下一擁而前，急擁上了飛機。……蔣還派胡主持‘反攻大陸’的工程，包括派人潛入大陸，都一一慘敗。”巧合的是，中国大陆的《炎黄春秋》杂志在2007年6月号上登载了朱汉生名为《胡宗南的未遂起义》的文章，表示胡宗南确有接近中国共产党。
這導致胡宗南的後人及舊部屬孔令晟等群起抗議。此書原本計劃由台灣遠流出版事業公司刊行；2006年3月28日，胡宗南之子胡為真（時任中華民國駐新加坡代表）透過遠流出版事業公司董事長王榮文表達對本書不滿：「為了維護父親名節，什麼事都可以做；出版前是朋友，出版後是敵人。」
張戎在書中提及當年國軍將領胡宗南將軍，是共產黨臥底的間諜，針對台北有人提出反論，張戎表示，她也聽說了，因為胡宗南的兒子胡為真曾經跟她連絡過，但這是她根據當年胡宗南打了一系列戰役的資料分析，所得到的結論。張戎指出，有人說胡宗南身邊的熊向暉才是共產黨臥底，所以胡宗南是冤枉的，其實熊就是共產黨，但他在1947年時就離開胡宗南到美國去了，之後又發生許多事情，包括毛澤東遇險又脫險的事，都在她書中有著墨，那時熊已經不在胡宗南身邊了，可是後來胡宗南攻打延安的一系列戰役，都讓人對胡宗南起疑。張戎說：「熊向暉是共產黨的地下黨員，但不能斷定胡宗南不是。」
在其身後50餘年，長子胡為真親自規畫、修訂，由台灣商務印書館推出傳記《一代名將胡宗南》、《胡宗南上將年譜》等4部作品，除了在黃埔建軍90周年之際，以此系列書紀念黃埔軍魂，也為涉及胡宗南的不實傳言正視聽。胡為真指出，當年老蔣總統曾打算以西昌作為反共的最後根據地，胡宗南當時雖認為軍隊入川將難保，但仍秉持「服從領袖」精神入川，損兵折將超過10萬餘人。曾打算死守西昌的胡宗南，根據當時情勢在與蔣經國深談後，促成台灣作為反共根據地的結局，而老蔣也一紙令下要胡宗南棄守西昌來台。

## 個人與家庭
胡宗南的妻子是葉霞翟。胡宗南曾多次於蔣中正面前，為戴笠說項，戴笠也投桃報李，介紹其女門生葉霞翟與胡宗南相識，兩人於1937年訂婚。不料抗戰爆發，胡宗南誓言抗戰勝利才成家。由於胡、葉兩人並未對外公佈婚訊，之間還曾發生蔣夫人宋美齡有意撮合胡宗南與「孔二小姐」孔令偉的一段插曲。胡、葉兩人直到1947年結婚，此時新郎已51歲、新娘也34歲，夫婦倆的長子即為國安會前秘書長胡為真。
- 長子胡為真：現任總統府資政，曾任中華民國國家安全會議秘書長、中华民国外交部礼宾司长、国家安全局副局长、驻新加坡代表等职。[3]
- 次子胡為善：美國奧克拉荷馬大學財管博士畢業，為現任桃園市私立中原大學副校長，曾於2010年底赴祖籍浙江省湖州市安吉縣進行了為期兩天的尋根之旅
- 長女胡為美：作家，美国北加州华人作家协会的会长，其丈夫是在IBM供职的工程师。
- 次女胡为明[21]

胡為真表示，自己前幾年才發現父親擔任澎湖防衛司令時，薪水總是分為3等分，一部分是私款拿來公用，一分寄回家要養的部下。透過多年來梳理父親的資料，以及昔日故舊的分享，胡為真表示：「希望讓世人對我父親的不了解，得到澄清。」
胡為美認為：「古人說蓋棺論定，幼小的我們不懂這些，只記得當時的場面，記得母親椎心的哭泣聲。父親一生不為自己打算，走後家無恆產，母親面對現實，積極果斷地決定外出工作，以撫育我們四個孩子。不為國家增加負擔。母親是美國威斯康辛麥迪森校區的政治學博士，最終選擇辦學，繼承父親教育救國的遺志。應邀協助曾經擔任過教育部長、與父親生前教育理念一致的好友張其昀博士，創辦私立文化學院研究所，（現文化大學前身，初創時一度命名私立遠東大學），並且兼任家政研究所主任，校址選在陽明山山仔后，從此開始了她獻身教育事業、早出晚歸的職業婦女生活。而曉峯先生為了紀念父親當年所說：『中國復國的人才需要具有哲學，科學，兵學與品德的修養。』將文大訓練新生的大講堂，定名為宗南堂，並一度陳列了父親生前所有的勳章、遺墨、配戴過的武器、紀念品等，以激勵學子，告慰父親在天之靈。」

### 腳註
1. ↑  胡健國 (编). . 國史館. 2003-12-01: 187. ISBN 9570158700.
2. ↑  張華、王曉東. . 團結出版社.   [2015-01-23]. ISBN 9787802144392. （原始内容存档于2016-06-16） （中文（香港））. 復興社，是以黃埔精英軍人為核心的秘密政工團體，是蔣中正維護獨裁領導的核心人員。民國年間，復興社因行動詭秘而令人聞風喪膽，其下的一批核心人物：戴笠、胡宗南、賀衷寒、酆悌、康澤、鄭介民、鄧文儀、蕭贊育、曾擴情、杜心如、滕傑、潘佑強、桂永清等，被時人稱之為蔣中正的“十三太保”。由於年代久遠，“十三太保”對今人來說可能已經有些陌生，但在民國時期，這些冠以“太保”稱呼的人卻都有著顯赫的地位，都是叱吒一時的風雲人物。曾統領數十萬大軍的“西北王”胡宗南，曾掌握著龐大軍統帝國的戴笠，曾享有“黃埔三傑”美譽的賀衷寒，是如何由草根變為一代梟雄？是怎樣在黨、政、軍界縱橫捭闔？最終又有著怎樣的人生結局呢？本書將為你揭開謎底，找到答案！
3. 1 2 3 4 5  《蘋果》資料室. . 蘋果日報. 2010-02-12  [2015-01-22]. （原始内容存档于2015-09-23） （中文（臺灣））.
4. 1 2 3  郝柏村. . 台灣商務印書館. 2014-08-01  [2015-01-23]. ISBN 9789570529470. （原始内容存档于2015-01-23） （中文（臺灣））. 本書為民國初年最著名將領人物─胡宗南將軍（1896-1962）之年譜。胡將軍一生南征北討，歷經東征、北伐、抗戰、剿共、保台諸戰役。全書共分為五卷，是據胡宗南將軍手記及戰時各種函電、信札，並參考各相關人物：《蔣中正日記》、《王曲文獻》、羅列將軍、戴笠將軍……之史載與事紀，記載西元1925年至1949年整個大中國此一時期完整的戰役史實。
5. 1 2 3 4 5 6 7 8 9 10  李新總主編，中國社會科學院近代史研究所中華民國史研究室，韓信夫、姜克夫主編 (编). . 北京: 中華書局. 2011. ISBN 9787101079982.
6. ↑  沈醉：《軍統內幕》：“1947年秋冬間，我曾去西安見過胡，保密局行動處處長葉翔之正在西安搜捕中共地下黨組織……發現胡宗南的秘書和他的西北通訊社的負責人當中有中共黨員，已經活動了多年……胡對此的確大吃一驚。這個死要面子的人，聽説自己的親信中居然有了共産黨間諜，臉都氣得發青。他立刻決定將所有涉及他部下的幾個人都由他自行處理，要葉翔之不必過問，連向蔣中正報告時也應當把這幾個人另外列出來，千萬不能讓蔣介石知道。”
7. ↑  陳雷等編著 (编). . 臺北: 傳記文學出版社. 1978-06-01.
8. 1 2 3 4 5 6  蔣經國. . . 臺北: 正中書局. 1988.
9. ↑  總統府第五局 (编). . 1949-12-31.
10. ↑  陳敦德.  第3版. 北京: 解放軍文藝出版社. 2009. ISBN 978-7-5033-2197-9.
11. ↑  从闽海到浙海——永丰舰早期的作战历程（下） 传记文学 2018年 第一一三卷 第一期
12. ↑  王雲五主编 於憑远 羅冷梅等编. 民国胡上将宗南年谱[M]. 1980 第278页
13. ↑  〈胡宗南將軍一生概要年表（影本）〉，《胡宗南史料》，國史館藏，數位典藏號：149-010500-0006-001
14. 1 2  胡為美. . 臺灣商務印書館. 2014  [2015-01-24]. （原始内容存档于2020-11-29） （中文（臺灣））. 寄自加州舊金山,原載8/30-8/31北美世界日報上下古今版,本文將做為胡宗南四書第三集–胡宗南上將紀念文集之補遺刊出,第一、二集於2014年八月由臺北商務印書館出版,第三、四集於年底出版。
15. 1 2  楊飛. . 《福建黨史月刊》 (中國共產黨新聞網).   [2015-01-21]. （原始内容存档于2020-11-29） （中文（中国大陆））.
16. 1 2  賴廷恆. . 中時電子報. 2014-04-14  [2015-01-23]. （原始内容存档于2020-07-26） （中文（臺灣））.
17. ↑  郑瑞峰、彭学涛. . 文史天地. 2012年  [2015-01-21]. （原始内容存档于2015年1月21日） （中文（中国大陆））. 周恩来一生中曾多次评点胡宗南，直到1965年7月16日，周恩来在谈到胡宗南时还说：“我和他打过交道，他一生反共或者主要方面是反共的。但听说他进黄埔前当小学教员，蛮有点正义感；进黄埔后，他和蒋介石搭上了老乡，跟着蒋介石跑，这当然不好；但在上海、在黄河流域，他也抗击过日本侵略军；兵败大西南，也对抗过蒋介石。要写好他们，还是鲁迅总结《红楼梦》的经验，敢于如实描写，不要好人完全是好，坏人完全是坏。”周恩来的上述讲话，无疑是对胡宗南最正确、最深刻、最完整的历史评价，可以说是盖棺论定。
18. 1 2  吴皓. . 人民網. 2010-10-11  [2015-01-24]. （原始内容存档于2020-04-12） （中文（中国大陆））. 从台北开车一小时左右，到达位于桃园中坜的中原大学。胡为善的身份是台湾中原大学副校长。一见面，他便很坦率地说：“我知道父亲的形象在大陆比较负面，我愿意讲一讲我眼中的父亲。”胡为善说。
19. 1 2 3  亓樂義. . 風傳媒. 2014-08-29  [2015-01-18]. （原始内容存档于2015-01-18） （中文（臺灣））. 抗戰爆發前，陳忠經就讀北京大學經濟系，連任兩屆學生會主席，21歲參加中共的外圍組織「社聯」，可見其活躍程度。抗日打響，胡宗南所率第一軍從淞滬會戰撤離，急需招收一批大學生協助部隊從事戰地服務，陳忠經隨友人參加胡宗南部隊所組成的「湖南青年戰地服務團」。熊向暉（又名熊匯荃）是清華大學學生、申健（又名申振民）是西安臨時大學（原北平師範大學）學生，也相繼參加戰地服務團。胡宗南在武漢接見團員，帶往陝西，當時正值國共合作抗日。
20. ↑  陳世昌. . 聯合新聞網. 2005-12-06  [2015-01-23]. （原始内容存档于2015-01-23） （中文（臺灣））.
21. ↑  . 大公網. 2013-11-13  [2015-01-22]. （原始内容存档于2020-11-29）. 1953年，胡宗南离开了国共对峙的最前线，回到台北。接下来两年，令他欣喜的是长女胡为美、次女胡为明的诞生。

### 書目
- 張戎：《毛澤東：鮮為人知的故事》，香港：開放出版社，2006年9月6日發行。
- 胡維藩、孫運璿、葉霞翟等. . 台灣商務. 2014-12-01  [2015-01-18]. ISBN 9789570529647. （原始内容存档于2022-09-29） （中文（臺灣））. 本書作者群全都是親身認識並接觸過胡將軍者，他們是胡宗南將軍的朋友、同僚、學生，或是學術界、新聞界以及其他領域有相當聲望的人士，多與胡將軍有幾十年患難與共的交情，對胡將軍有深刻的了解。王微，王大中，王宇君，石敬亭，史銘，余紀中，何浩若，吳允周，李少陵，李玉林，李惟錦，李樹正，李潤沂，李鐵軍，汪雨辰，周南，於達，洪軌，胡維藩，夏新華，孫運璿，羅列，謝冰瑩，蔣緯國，郭廷以，芮正皋，葉霞翟，胡維真……等90位。

## 外部連結
- （繁體中文） 抗戰期間胡宗南軍系的組建與發展-國史館
- （繁體中文） 我所了解的胡宗南將軍－劉海波 （页面存档备份，存于）
- （繁體中文） “胡宗南將軍絕不是匪諜！”—八七高齡孔令晟將軍訪問記 （页面存档备份，存于）
- （简体中文） 《经典人文地理》20141217：嫡中嫡之胡宗南
- （简体中文） 《天涯共此时》20141230 台海记忆：胡宗南如何失去蒋介石信任 （页面存档备份，存于）
- （简体中文） 張朴：為什麼張戎會斷定胡宗南是中共間諜 （页面存档备份，存于）
- （繁體中文） 胡宗南紀念碑介紹